# António Carlos Piña
António Carlos Zeferino Piña (ur. 17 stycznia 1966) – pochodzący z  Republiki Zielonego Przylądka lekkoatleta, długodystansowiec, olimpijczyk.
Zawodnik trzykrotnie reprezentował swój kraj na igrzyskach olimpijskich.
W 1996 w Atlancie zajął, z czasem 2:34:13, 94. miejsce w maratonie mężczyzn.
W 2000 w Sydney zajął, z czasem 2:29:46, 67. miejsce w maratonie mężczyzn.
W 2004 w Atenach zajął, z czasem 2:36:22, 78. miejsce w maratonie mężczyzn.

## Rekordy życiowe
| Dystans                            | Wynik (s) | Miejsce | Data            |
| ---------------------------------- | --------- | ------- | --------------- |
| Bieg na 3000 metrów z przeszkodami | 9:42.80   | Maia    | 25 czerwca 1995 |
| Maraton                            | 2:23:16   | Sevilla | 28 lutego 1999  |